# タイヤ空気圧監視システム
タイヤ空気圧監視システム（タイヤくうきあつかんしシステム、英語: Tire Pressure Monitoring System、略称: TPMS）は、自動車のタイヤ空気圧を常時監視するシステムであり、問題があれば警告で運転者に知らせる。
TPMSは太平洋工業株式会社の登録商標となっている。

## システム
システムには以下の2方式がある。
ダッシュボード上のTPMSに関するインジケーター
- TPMSによる低圧力の警告
- TPMSが壊れているとの警告

### 間接式
タイヤ内部の空気圧が低下すると外径が小さくなるため、結果的に回転数も変わる（増加する）事を利用して、空気圧の低下を検知する方法である。回転数の検出はABSで利用されているセンサーを利用する。このため、ソフトウェアの変更で使用できるため安価に出来る事が利点である。しかし走行状況に左右される場合が多い。一部の車種ではエア圧の調整やタイヤ交換を行った際は、システムをリセットする必要がある。過去に、トヨタやスバルなどの一部車種に採用された事もあるが、信頼性に欠ける物だった。また、長期間の自然な空気圧低下などで4輪すべてのタイヤの空気圧が同じ比率で下がった場合、回転数では異常を検出できない。2022年現在は、BMWやメルセデス・ベンツに採用されているが、現状、アメリカのTREAD法の基準(4輪同時の空気圧低下も検出できなければならない)に適合していない。このため、タイヤ空気圧の適正時と低下した際のサスペンションの動きの変化を検知する方式が開発中である。

### 直接式
直接式はタイヤやホイール内部にセンサー（送信機）を取り付け、タイヤの空気圧を測定し、車体側の受信機へ電波で情報を送信し、空気圧が基準外になっている場合は警報を発する。直接式には2種類あり、エアバルブと一体式のバルブタイプ、ホイール内部にベルトで固定するベルトタイプがある。現在はバルブタイプ（エアバルブと一体化した物）が一般的である。また、車内で空気圧などを監視できる種類も多い。
10年ほど前から、一部の自動車メーカー（メルセデス・ベンツ、アウディなど）で採用されていた。ドイツのアリゲーター社（バルブメーカー）とBeru社（センサー）の物が有名である。現在は、シーメンス、TRWなど数々のメーカーがセンサーを製造している。日本では、レクサスの一部車種が太平洋工業製を採用しているほか、後付け用として同社の「TPMS B-01」がブリヂストン系のタイヤ店等で販売されている。
電波を使用する関係上、国（地域）毎に使用可能な電波（周波数と強さ）が異なるため、センサ（送信機）や受信機をそれらのエリア別に製造する必要がある（日本国内においては、海外の製品が電波法により使用できない場合も多い）。また、センサ側に電源（バッテリー）を必要とする。
くわえてホイール側がセンサーの取付を物理的に許容できる必要があるため、結果的にホイールの選択肢が限られてしまう。このため社外ホイールに交換したい場合や冬期のスタッドレスなど何らかの理由で複数セットタイヤが必要な使用環境では問題となる。実際に2005年にレクサスブランドの日本投入に合わせてBLITZがGS用アフターパーツの開発をしていたところTPMSが障壁の一つとなっており、社外ホイールに交換したところ警告が続いた果てに電話連絡まであったという。このことからセンサー側の加工かTPMS対応ホイールの開発をしなければならないというコメントをしていた。

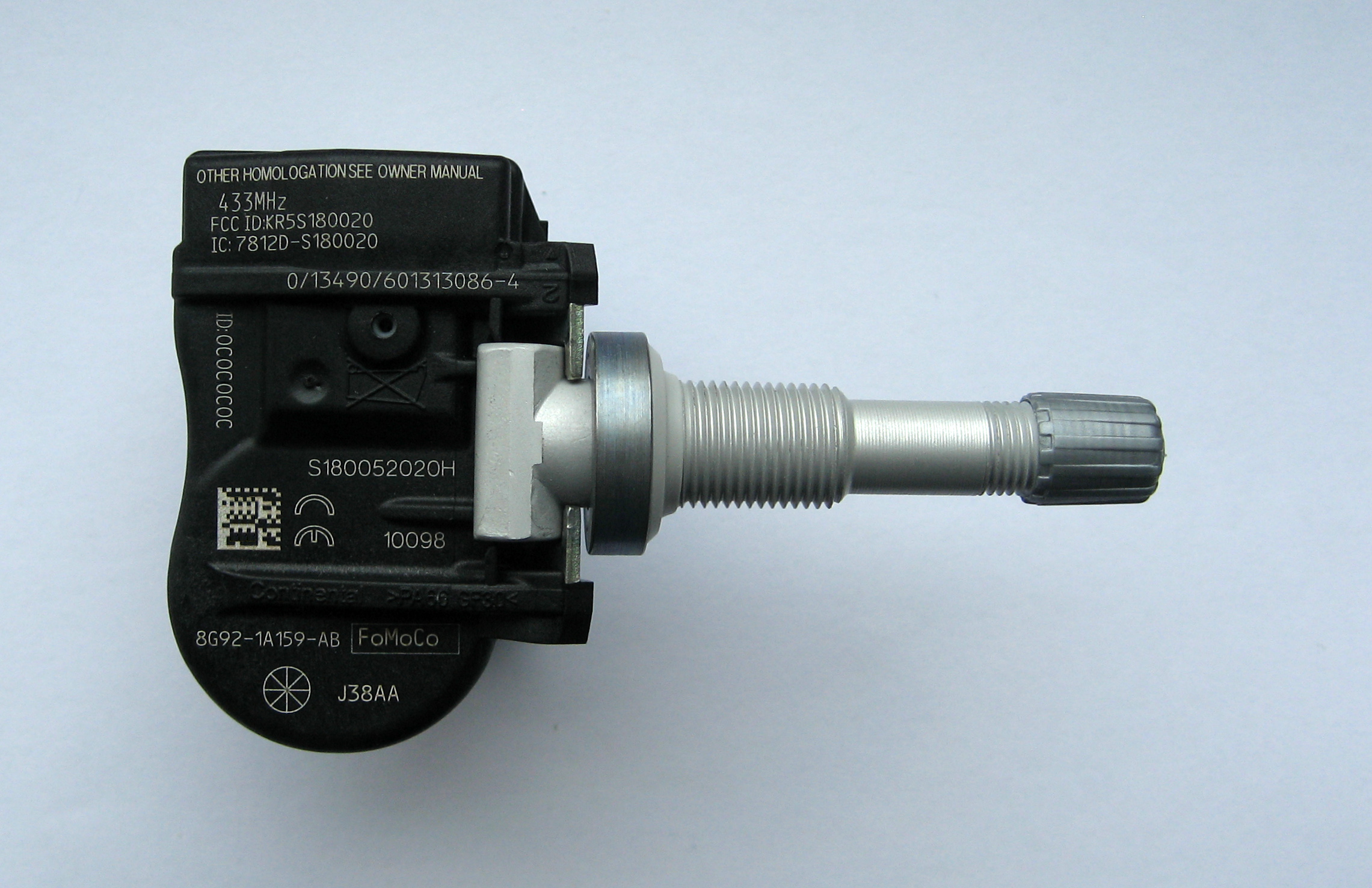
直接式TPMSセンサーの例（表側）。これが各タイヤのエアバルブと一体に埋め込まれて、中に超小型電源・発信機が入っている。寿命は約10年で取り換える必要がある
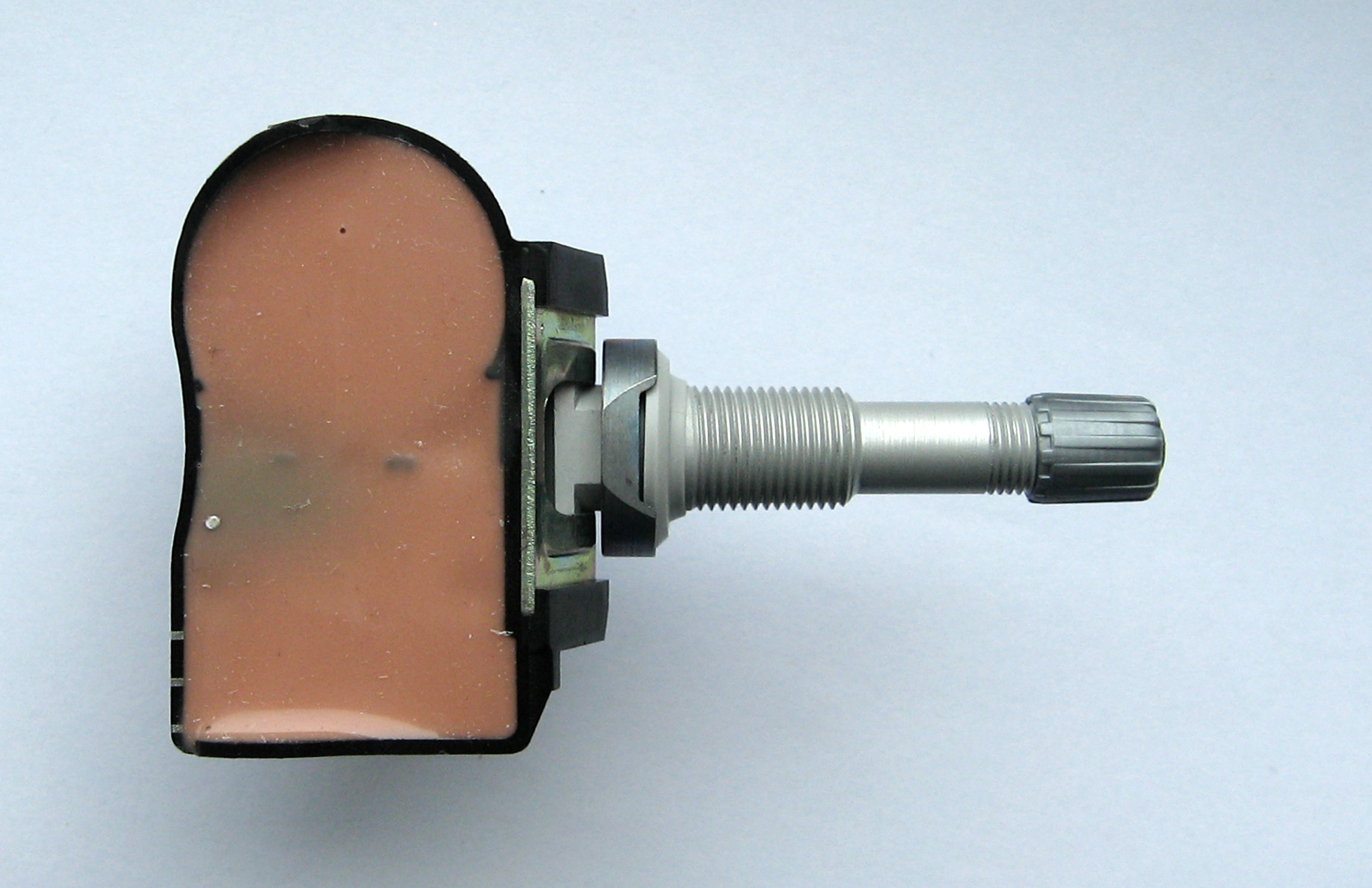
直接式TPMSセンサーの例（裏側）。
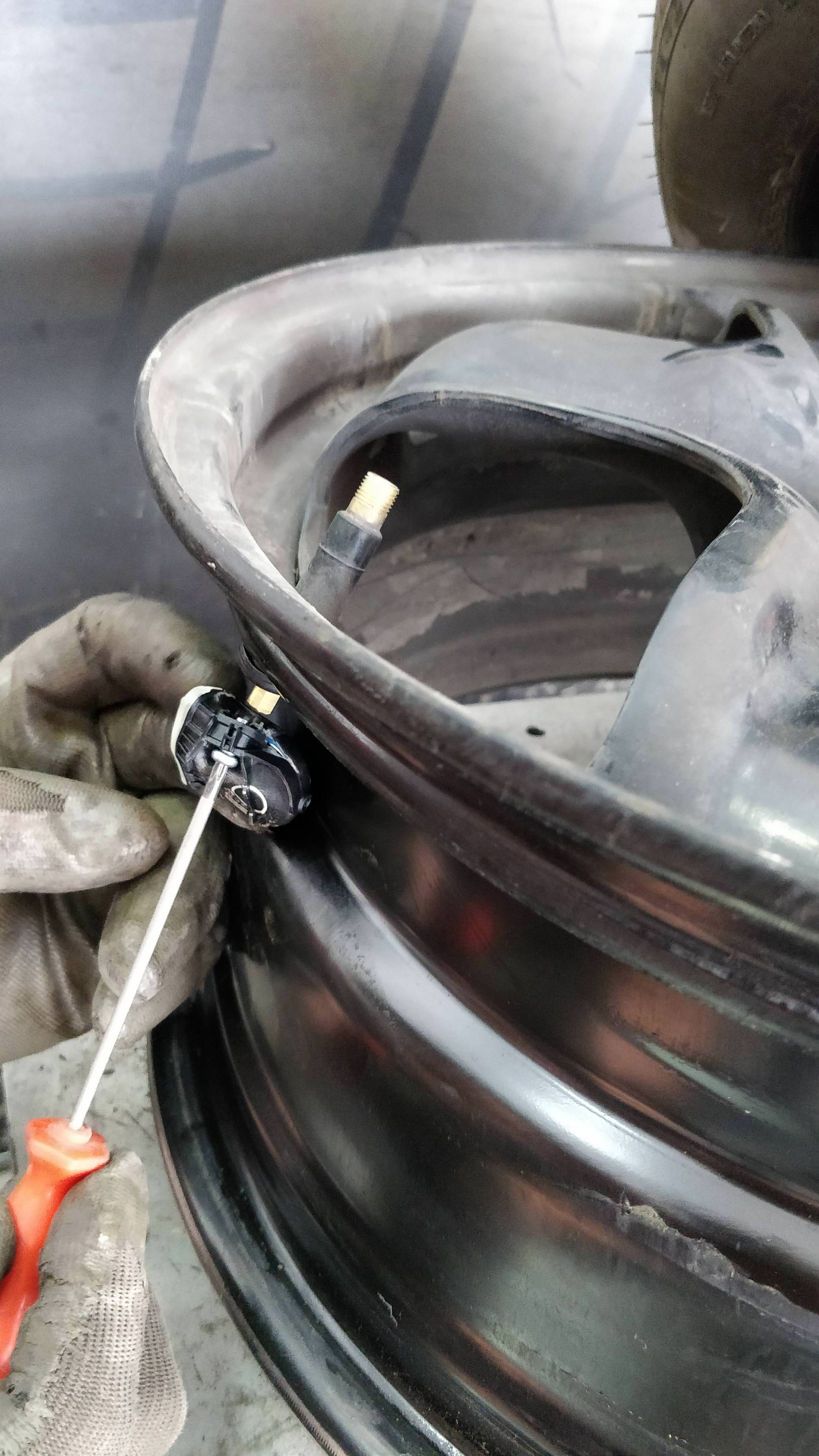
壊れた直接式TPMSセンサーの取り替え。

## 法規
アメリカでは2000年に自動車の安全規制「運輸リコール強化、報告責任及び文書に関する法律法」（TREAD法）が可決され、タイヤ空気圧を監視し低下を警告するシステムの装着が義務付けされた。2002年には、タイヤ空気圧監視システムに関する連邦自動車安全基準「FMVSS 138」が発行された。新車販売に対し段階的に義務化され、2007年9月より完全義務化となった。
「FMVSS 138」では間接式と直接式の両方を認めていたが、間接式は精度が悪く、複数輪の空気圧低下を検知できないため、安全性に問題があるとして消費者団体から提訴され、2003年に消費者団体側が勝訴した。これを受けて2005年に直接式のみが認められるよう修正された。
2012年には欧州で義務化が決定され、2013年には韓国でも義務化された。
米国と欧州での法制化を受けて、国際連合でもTPMSに関する多国間協定が進められた（UNECE-Regulation No. 64/「応急用予備走行装置及びタイヤ空気圧監視装置に係る協定規則」（第64号））。同協定は、ランフラットタイヤを装着する場合に、ランフラット警報システムを装着する事も定めている。

### 日本の状況
2019年7月現在、日本自動車連盟（JAF）が「タイヤのパンクによる出動件数が10年前に比べて約10万件増加した」と発表している一方、国土交通省自動車局技術政策課は「日本でTPMS義務化の動きはあるのか?」との問い合わせに対して「義務化の時期の見通しなどはなく、現在事故実態の検証や有識者の意見を集めながら検討中である」と回答している。